# Męczennice
Męczennice – wieś sołecka w Polsce położona w województwie świętokrzyskim, w powiecie opatowskim, w gminie Lipnik.
| SIMC    | Nazwa   | Rodzaj    |
| ------- | ------- | --------- |
| 0797406 | Kolonie | część wsi |

W latach 1975–1998 miejscowość administracyjnie należała do województwa tarnobrzeskiego.
Przez wieś przechodzi  żółty szlak rowerowy z Sandomierza do Opatowa.